# Pyrrhalta viburni
Espèce
Pyrrhalta viburni, communément appelée la Chrysomèle de la viorne (en anglais, "Viburnum leaf beetle"), est un coléoptère chrysomélidé phyllophage de la sous-famille des Galerucinae (galéruques).

## Description
D'une longueur d'environ 5 mm, ce petit coléoptère est brun presque uniforme.

## Distribution
Originaire d'Europe et d'Asie, il a été introduit en Amérique du Nord en 1947.

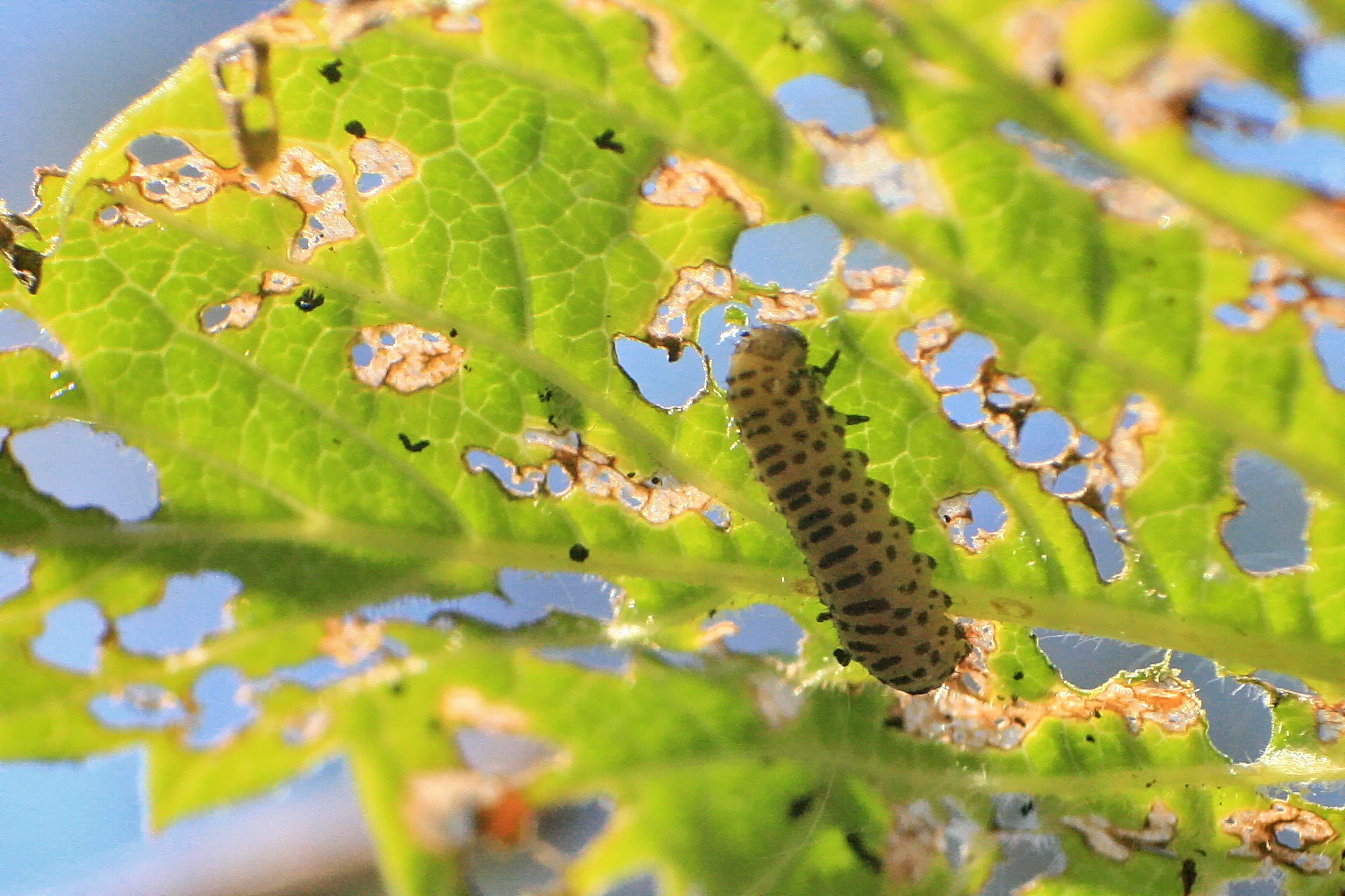
Larve en action

## Biologie
Les adultes comme les larves se nourrissent des feuilles de différentes espèces de Viburnum (les viornes) jusqu'à menacer la survie des arbustes quand leurs ravages se produisent plusieurs années consécutivement. Parfois seules les nervures foliaires subsistent si bien que la société royale d'horticulture du Royaume-Uni classe ces insectes, en 2010, en première position dans le "top ten" des ravageurs des arbustes cultivés.

### Espèce proche
- Xanthogaleruca luteola, la galéruque de l'orme.